# Chaetodon assarius
Chaetodon assarius es una especie de pez mariposa marino, perteneciente a la familia Chaetodontidae, en el orden Perciformes. 
Su nombre más común en inglés es West Australian butterflyfish, o pez mariposa del oeste de Australia.
Es una especie común en su rango de distribución y con poblaciones estables.

## Morfología
Posee la morfología típica de su familia, cuerpo ovalado, semi-rectangular con las aletas extendidas, y comprimido lateralmente. 
La coloración general del cuerpo es marrón pálido plateado, con una banda oscura atravesando el ojo y 5 líneas verticales de puntos en los dos tercios anteriores del cuerpo. Tiene una amplia mancha marrón a negra atravesando el pedúnculo caudal y extendiéndose a la aleta anal. Los juveniles y subadultos tienen un ocelo negro, bordeado en blanco, en el ángulo posterior de la aleta dorsal.
Tiene 12-13 espinas dorsales, entre 21 y 22 radios blandos dorsales, 3 espinas anales, y entre 18 y 19 radios blandos anales.
Alcanza los 13 cm de largo.

## Hábitat y distribución
Especie asociada a arrecifes, no migratoria. Normalmente ocurren en agregaciones.
Su rango de profundidad está entre 1 y 40 metros, aunque se localizan hasta 118 m de profundidad.
Se distribuye en aguas tropicales del océano Índico oeste. Es especie nativa del oeste de Australia y el sur de Indonesia.

## Alimentación
Se alimenta, de algas y pequeños invertebrados marinos.

## Reproducción
Son dioicos, o de sexos separados, ovíparos, y de fertilización externa. El desove sucede antes del anochecer. Forman parejas durante el ciclo reproductivo, pero no protegen sus huevos y crías después del desove.